# Zweitsubstituent
| Zweitsubstituenten (grün markiert) am Benzolring. Die angegebenen Ausbeuten sind relative Ausbeuten der Substitutionsreaktion. |
| Eine grün markierte Nitrogruppe als Zweitsubstituent am Benzolring.                                                            |
| Eine grün markierte Sulfonsäuregruppe als Zweitsubstituent am Benzolring.                                                      |
| Eine grün markierte Nitrogruppe als Zweitsubstituent am Benzolring.                                                            |
| Eine grün markierte Nitrogruppe als Zweitsubstituent am Benzolring.                                                            |

Ein Zweitsubstituent ist in der organischen Chemie der zweite Substituent an einem Aromaten (meist abgeleitet vom Benzol).
Der ursprünglich unsubstituierte Aromat ist nach Eintritt des Erstsubstituenten monosubstituiert, nach Eintritt des Zweitsubstituenten disubstituiert. Unterwirft man  z. B. ein monosubstituiertes Benzol-Derivat einer elektrophilen Substitution, so kann der neu eintretende Zweitsubstituent in der ortho-, meta- oder para-Stellung relativ zum Erstsubstituenten stehen. Zugleich kann die Reaktionsgeschwindigkeit der elektrophilen Zweitsubstitution des monosubstituierten Benzols größer oder kleiner sein als die von Benzol, je nach der Natur des Erstsubstituenten.